# MIKEY
Cet article possède un paronyme, voir Mickey.
 (août 2014).
Si vous disposez d'ouvrages ou d'articles de référence ou si vous connaissez des sites web de qualité traitant du thème abordé ici, merci de compléter l'article en donnant les références utiles à sa vérifiabilité et en les liant à la section « Notes et références ».
MIKEY (Multimedia Internet KEYing) est un protocole informatique de gestion de clé en temps réel dans les applications. Il permet le transport et l'échange de clés.
On peut l'utiliser pour configurer des clés chiffrées qui seront utilisées en session sécurisées lors d'une connexion SRTP.	
MIKEY est très clairement expliqué dans le RFC 3830, qui constitue la principale source de documentation existante à ce jour. On retrouve notamment ce protocole dans la téléphonie (SIP) pour négocier les paramètres de sécurité de SRTP, alors que SRTP n'intervient qu'après pour protéger les flux d'information.

## Concept général
SRTP a besoin d'une clé maîtresse qui est appelée TEK (Traffic-Encrypting Key), pour protéger la session chiffrée (CS). MIKEY est utilisé pour dériver une TEK afin d’obtenir une TGK avec un paquet de session chiffré.

## Transport et échange de clés
Il existe 3 grandes méthodes pour définir et échanger la clé maîtresse sur un canal non sécurisé :
- Pre-Shared Key (PSK): utiliser une clé pré-partagée (suppose une connaissance préalable des interlocuteurs pour s’échanger la clé)
- Public-Key: chiffrer avec une clé publique (suppose une connaissance préalable des interlocuteurs pour s’échanger la clé)
- Diffie-Hellman: utiliser Diffie-Hellman (permet aux interlocuteurs qui ne se connaissent pas d’échanger une clé)

## Atouts
Le protocole de gestion des clés a été conçu pour avoir les caractéristiques suivantes :
- End-to-end : Seuls les participants impliqués dans la communication ont accès à la clé générée.
- Simple à mettre en œuvre
- Efficacité(Une consommation de bande passante faible, charge de calcul faible, code de petite taille)
- Tunneling : Possibilité d'encapsuler le protocole dès son initialisation (par exemple, SDP et RTSP).
- L'indépendance des couches OSI sous-jacentes (transport, réseau)

## Limites
Lors d'un transfert d'une session d'un périphérique à un autre (cas des téléphones mobiles IP), quelques problèmes de sécurité ont été soulevés. Il a été constaté que des paramètres sensibles (par exemple, la clé privée, la clé pré-partagée secrète, les paramètres de sécurité convenu pour SRTP) restent dans les anciens périphériques (exemple d'un téléphone) lorsque la session a été transférée au nouveau périphérique. Puisque des paramètres sensibles restent dans les périphériques, d'autres utilisateurs légaux ou illégaux peuvent obtenir ces données. Malheureusement Mikey dans sa version actuelle ne peut pas régler ce problème de sécurité ci-dessus dans le cas d'une session mobile.	
Pour résoudre le problème propre à la session mobile, le "Department of Computer Science and Information Engineering of National Cheng Kung University" de Taiwan a travaillé sur Multimedia Internet Rekeying (MIRKEY) pour les réseaux mobiles. Un rapport du 20 avril 2009 affiche le terme MIRKEY qui sera peut-être l'évolution de MIKEY.

## Source
1. ↑  (en) « MIKEY: Multimedia Internet KEYing », Request for comments no 3830, août 2004